# 41-я отдельная механизированная бригада
41-я отдельная механизированная бригада (41 ОМБр) — механизированное соединение Сухопутных войск Вооруженных сил Украины численностью в бригаду, основано 16 марта 2023 года. Осенью 2023 года участвовала в Боях за Купянск. Весной 2024 года участвует в Боях за Часов Яр.

## История
Бригада была создана 24 февраля 2023 года в рамках наращивания ВСУ накануне летнего контрнаступления. Во время формирования бригада сразу перешла к подготовке личного состава пехоты и танкистов.
В августе 2023 года бригада оказалась в центре скандала, связанного с обучением военнослужащих на полигонах НАТО. Британское издание OpenDemocracy сообщало, что украинские военные, прошедшие тренировки в странах НАТО, не получали достаточной подготовки для эффективного участия в боевых действиях. Опрошенные военнослужащие 41-й бригады рассказывали, что навыки инструкторов и преподавателей плохо применимы в реалиях боевых действий в Украине, в связи с чем обучение оказывается менее полезным, чем ожидалось.

## Персоналии
- Гвоздь Сергей Николаевич, главный сержант, Герой Украины (2024).
- Сазонов Кирилл, политолог, общественный деятель

## Примечание
1. ↑  41 окрема механізована бригада. Кожного дня невтомно тренуємось та здобуваємо навички (укр.). Facebook (11 апреля 2023).
2. ↑  41 окрема механізована бригада. Продовжує здобувати бойові навички! (укр.). Facebook (28 апреля 2023).
3. ↑  ‘The West doesn’t understand how we are fighting’ (англ.). openDemocracy. Дата обращения: 14 августа 2023.